# Stadshagen
Stadshagen est un quartier central de Stockholm en Suède,,.

## Situation
Stadshagen est un quartier du district de Kungsholmen, dans la partie nord-ouest de l'île de Kungsholmen,.
Le quartier est voisin des quartiers de Kungsholmen le long des rues Mariebergsgatan et Igeldammsgatan, Kristineberg le long de Lindhagensgatan, Marieberg par la rue Drottningholmsvägen et Huvudsta dans la commune de Solna par le canal de Karlberg.
Le quartier a été créé en 1935.

## Histoire
Dans les années 1890, la partie centrale de Stadshagen était encore peu développée.
En raison de la hauteur du Stadshagsberget de 52 mètres d'altitude, l'un des premiers châteaux d'eau de Stockholm, appelé Vattenborgen, y a été construit en 1885.
À la fin des années 1890, de simples logements ouvriers furent construits à côté de Lindhagensgatan, ce qu'on appelle le « quartier Holmia ».
Il y avait une grave pénurie de logements à Stockholm au début du XXème siècle et les autorités ont décidé de fournir rapidement des logements simples et bon marché. Vers 1900, des logements d'urgence d'un étage ressemblant à des casernes ont été construits dans le quartier de Brynjan, près de l'église Saint-George.
On les appelait les « Cabanes forestforestièreselle se composaient d'une pièce avec un poêle en faïence.
Seuls les appartements à pignon disposaient d'une cuisine.
Au total, environ 40 appartements ont été construits.
L'écrivaine Maria Sandel a vécu dans l'une d'entre elles.
Les cabanes forestières ont été démolies dans les années 1960.
Quatre autres casernes ont été construites dans le quartier de Drakdödaren, familièrement connues sous le nom de « Lusaskarna ».
La caserne a été démolie au milieu des années 1930 pour faire place à l'actuel lotissement à colombages.
Au sud du lotissement de Stadshagsberget, la maison collective Kvinnohemmet a été inaugurée en 1947 sur la base des dessins de l'architecte Carl Melin. Avec ses 14 étages et sa façade en brique jaune, le bâtiment est devenu un élément bien connu du paysage urbain de l'ouest de Kungsholmen.
En 1933, un nouveau plan de ville fut alors adopté, qui réservait pratiquement la totalité du Hornsberg à des fins industrielles et de bureaux. Dans les années 1960, 1970 et 1980, les ilots urbains Paradiset, Lyckan, Gladan et Lustgården ont été construits avec de grands bâtiments de bureaux et industriels.
Le bâtiment industriel de Gladan 7 (Warfvinges väg 28) a été construit entre 1951 et 1953 d'après les dessins de Ralph Erskine.
Depuis le milieu des années 1960, l'Essingeleden traverse la zone, passant sur un viaduc.
Les parties nord-ouest de Kungsholmen à Stockholm subissent des changements majeurs. Les anciennes zones industrielles se transforment en quartiers modernes avec des espaces pour les logements, les commerces et les espaces verts.
Le quartier de Västra Kungsholmen est désigné par la ville de Stockholm comme une zone de développement urbain importante..

## Bâtiments
- Finsenhemmet
- Gladan 7
- Gula Villan
- Guldgrävarlägret
- Hornsbergs asfaltverk
- Hornsbergs strand
- Karlbergs-Bro koloniförening
- Tours jumelles de Kungsholmsporten
- Kvarteret Lusten
- Kvinnohemmet
- Lilla Hemmet
- Lilla Hornsberg
- Lindhagens Centrum
- Lustgården 14
- Mariedal
- Nelly Sachs park
- Sankt Görans kyrka, Stockholm
- Sankt Görans sjukhus
- Stadshagens IP
- Stadshagsgården
- Sällskapet barnavård
- Vattenborgen

## Galerie

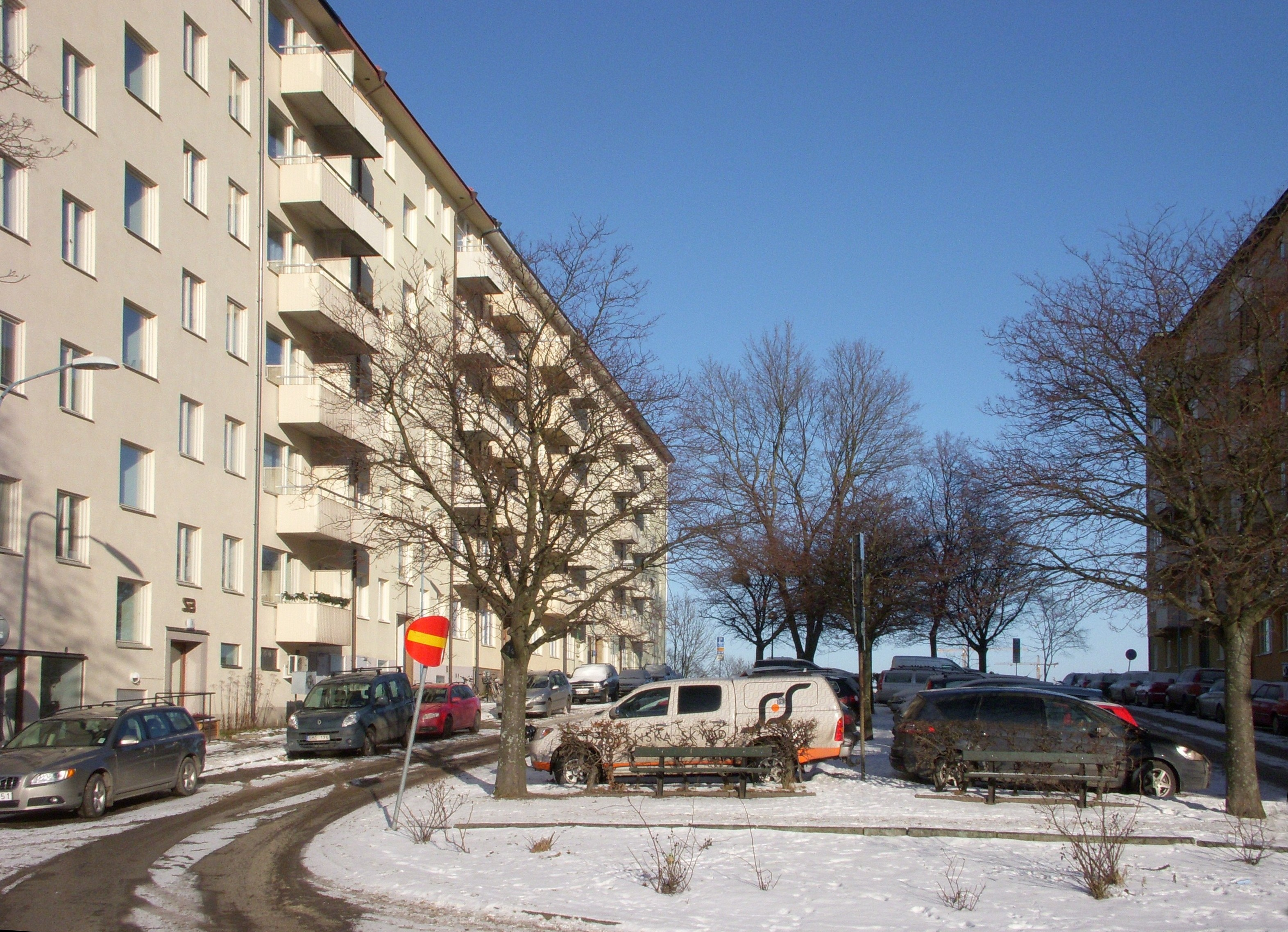
Plan de John Berg
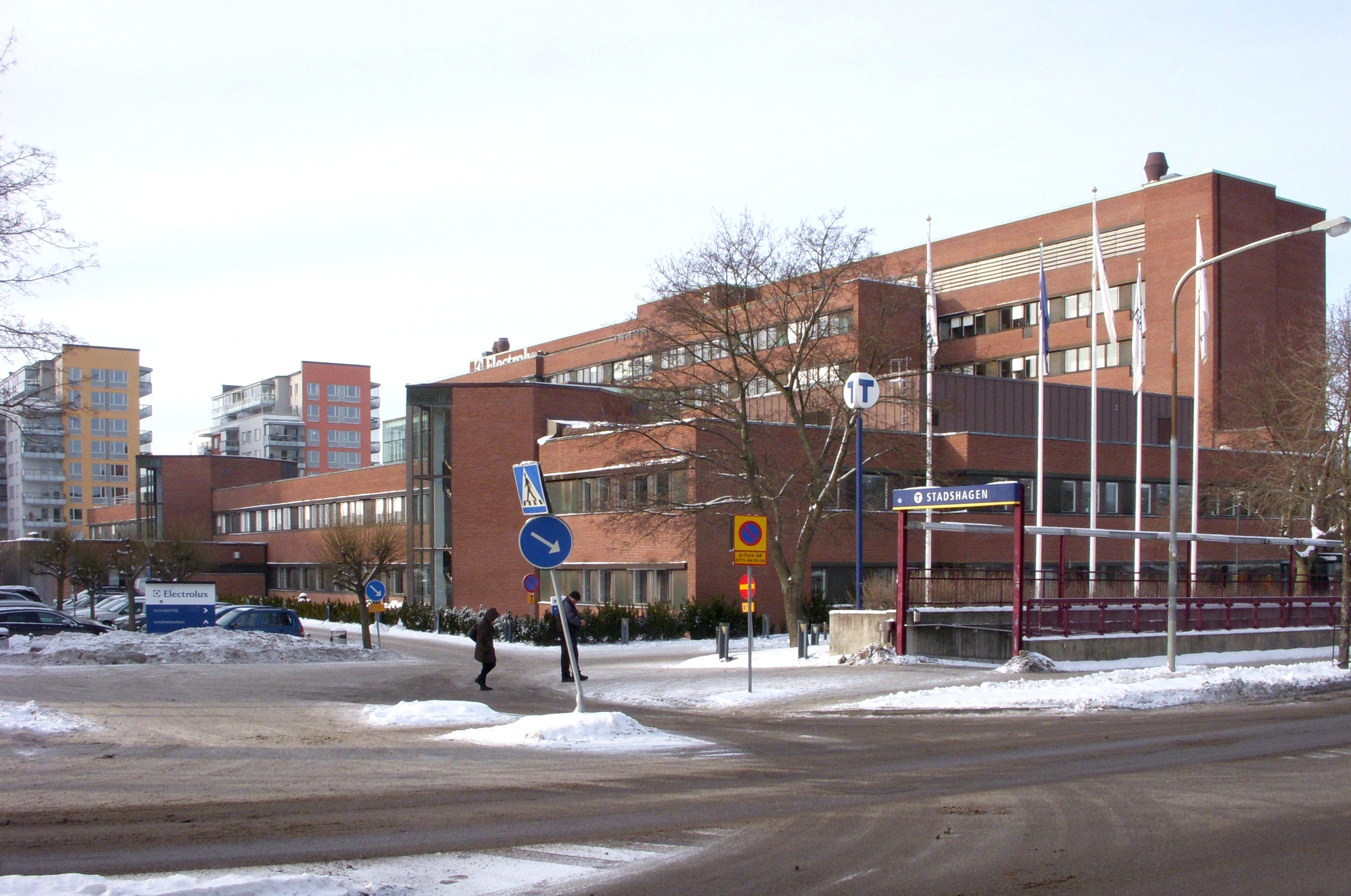
Siège social d'Electrolux.
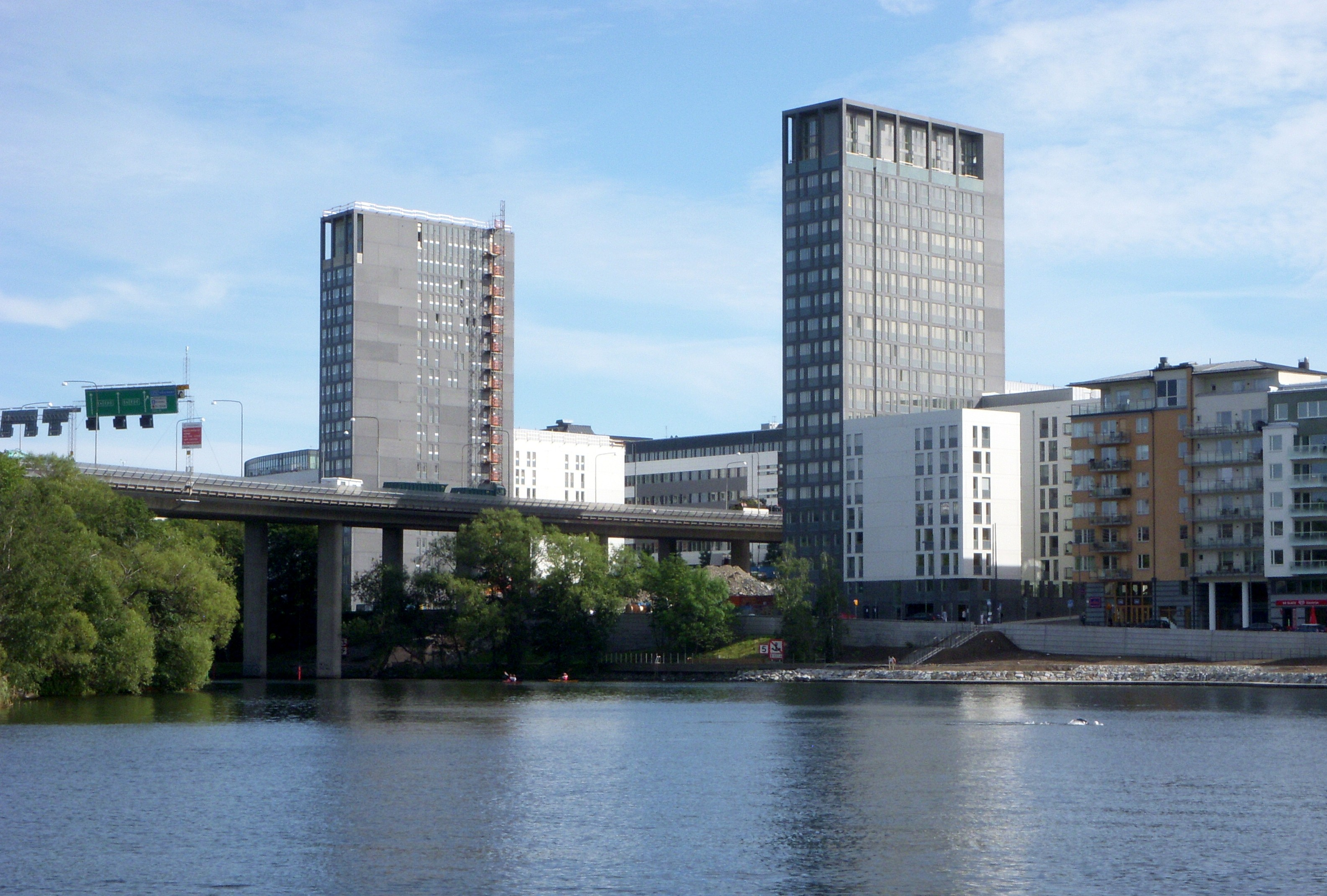
Tours jumelles de Kungsholmsporten.

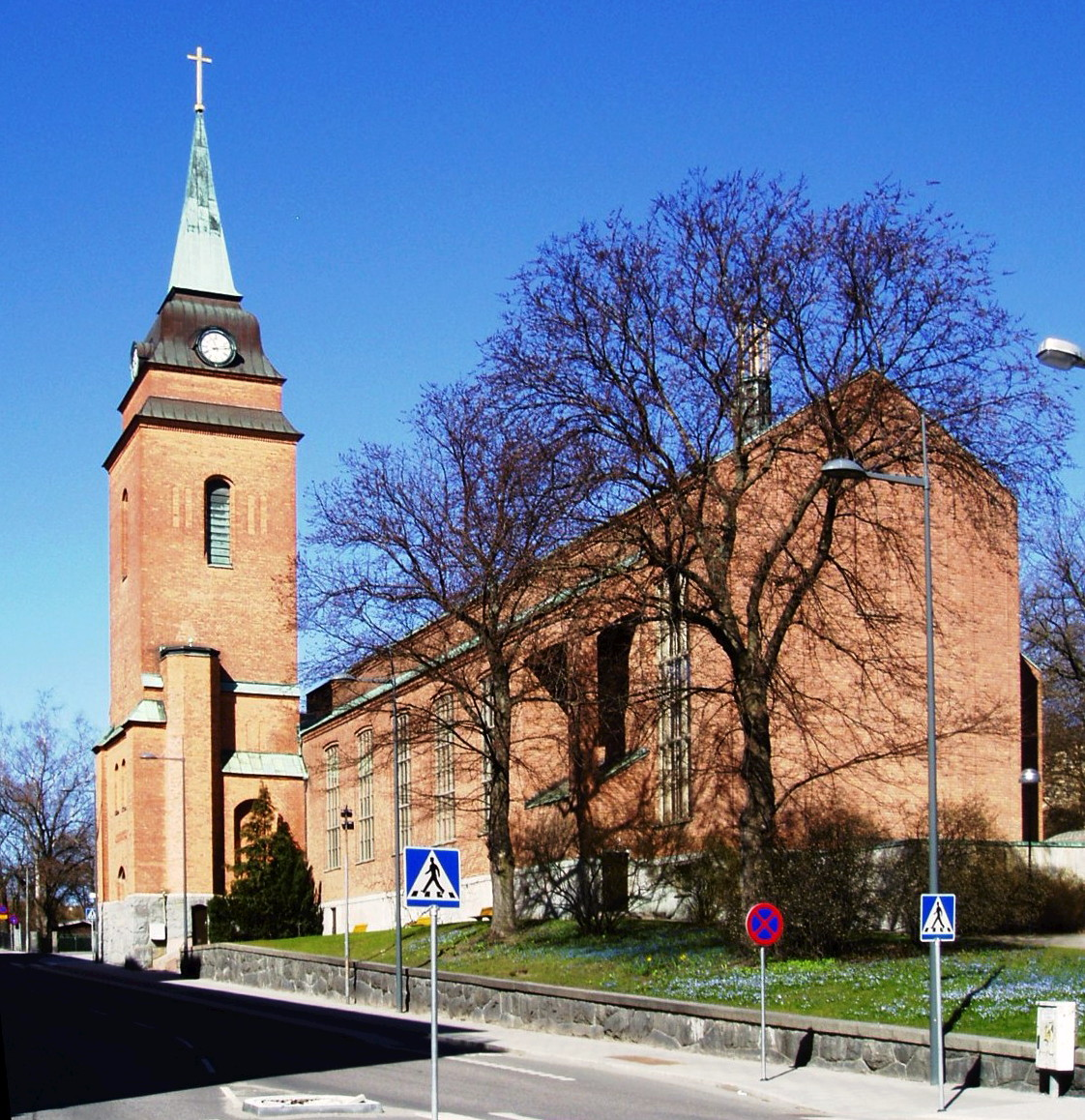
Église Saint-George.
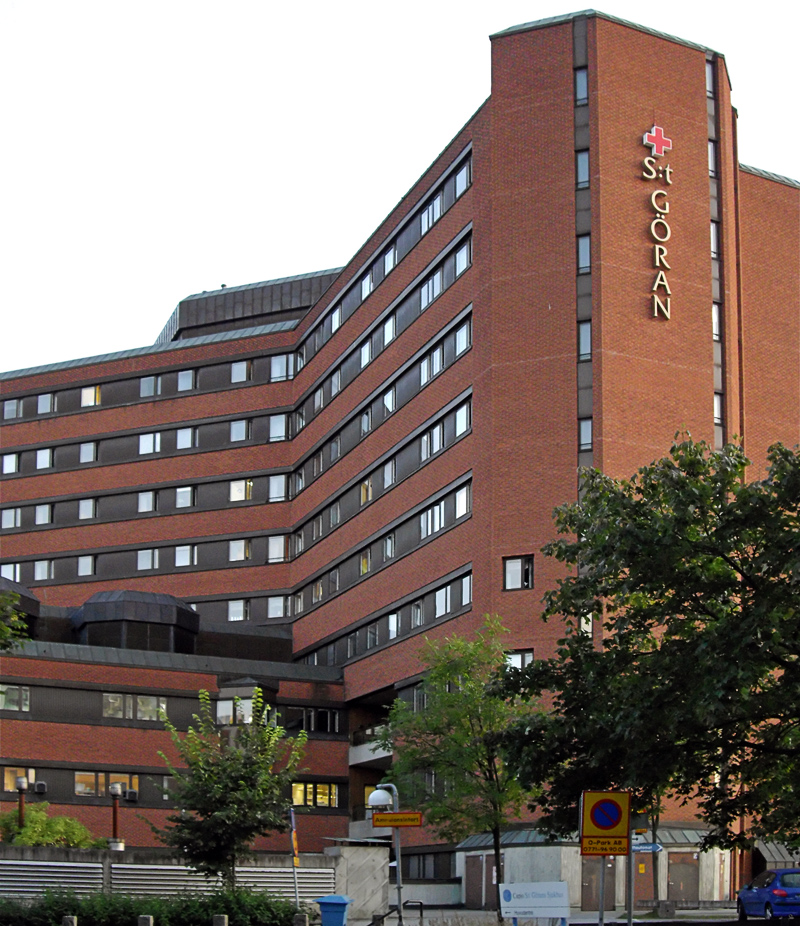
Hôpital Saint-George.
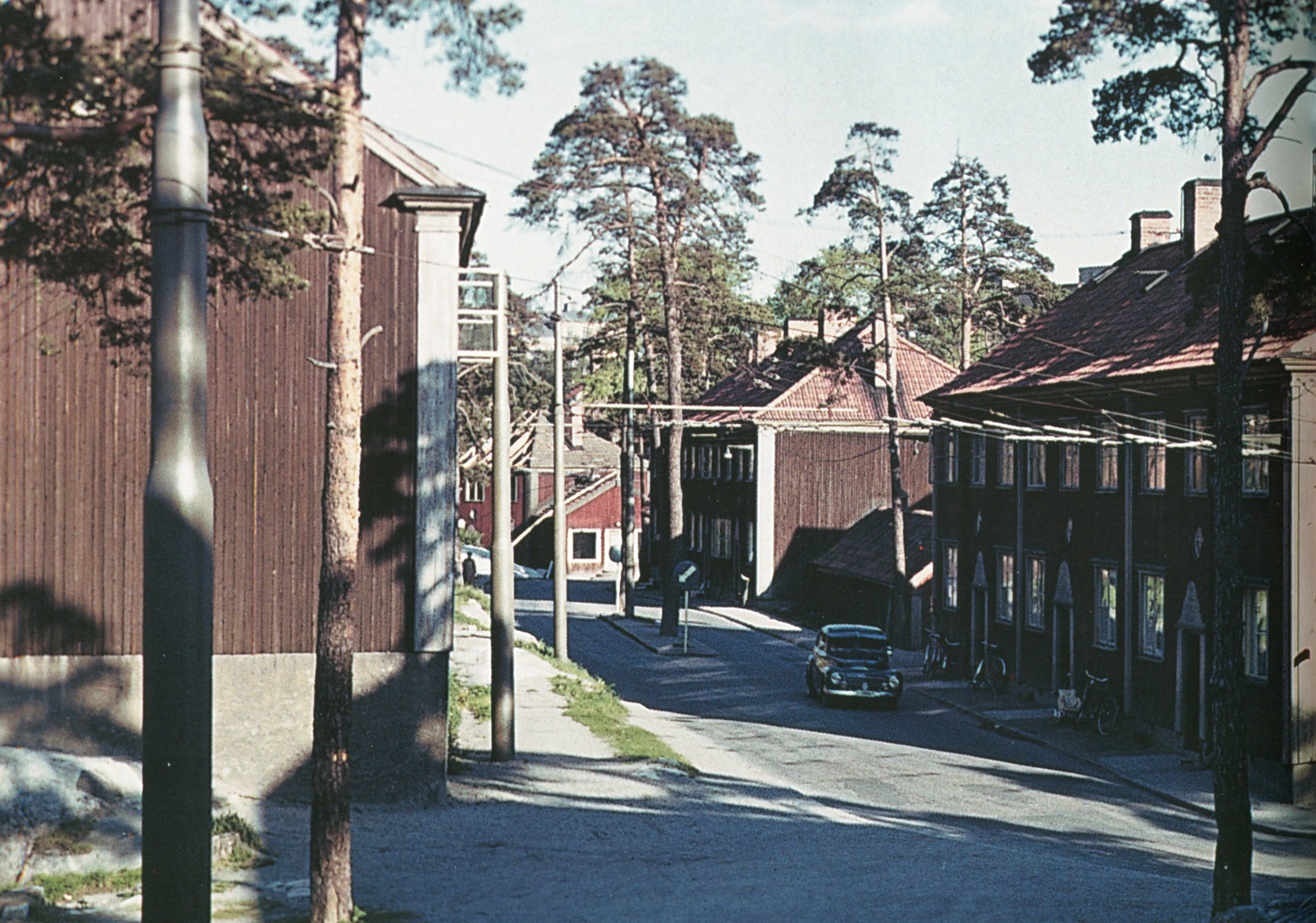
Maisons ouvrières de 1955.
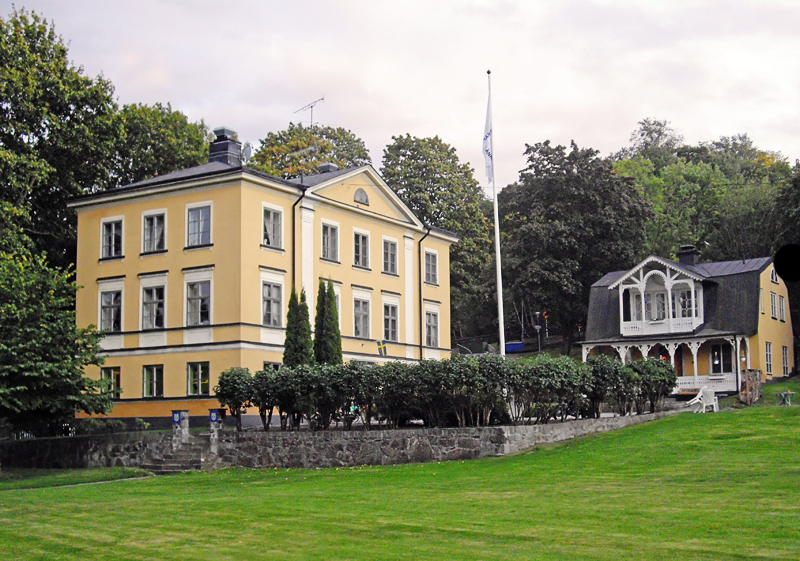
Mariedal.